# Aernnova Aerospace
Die Aernnova Aerospace S.A. ist ein spanisches Produktionsunternehmen für die Luftfahrt mit Hauptsitz in der  Hauptstadt der spanischen Autonomen Region Baskenland Vitoria in der Provinz Álava. 
Die Aernnova Aerospace S.A. wurde im Jahr 2006 durch die Übernahme der Luftfahrtsparte der Gamesa (Gamesa Aeronáutica) von einem Bankenkonsortium gegründet. Sie hat derzeit rund 4100 Mitarbeiter an den Standorten in Berantevilla (Álava), Cádiz, Sevilla, Toledo, Madrid, Orense, Barcelona, Vitoria und Tarazona, sowie Brasilien, Évora, Mexiko und den USA. Aernnova fertigt und entwickelt Strukturen für die Luftfahrzeugindustrie. Die Produktion deckt eine breite Palette von Produkten ab wie zum Beispiel Flügel, Rümpfe, Stabilisatoren, Bedienoberflächen, Triebwerkgondeln und Verkleidungen. 
Seit 2011 fertigt Aernnova das Höhenruder für den Airbus A350 sowie den Flügelmittelkasten (Center Wing Box) und Tailcone (hintere Rumpfsektion, an der Höhen- und Seitenleitwerk angebracht sind)  für die neue CSeries von Bombardier. Der Umsatz betrug 2011 rund 476 Millionen Euro.

## Geschäftsanteile
| Aktionäre                | Anteile |
| ------------------------ | ------- |
| Banco Espírito Santo     | 26,00 % |
| Banco Castilla-La Mancha | 23,00 % |
| Isolux Corsán            | 11,00 % |
| EBN Banco                | 11,00 % |
| Streuanteile             | 29,00 % |